# Psychilis bifida
Psychilis bifida är en orkidéart som först beskrevs av Jean Baptiste Christophe Fusée Aublet, och fick sitt nu gällande namn av Ruben Primitivo Sauleda. Psychilis bifida ingår i släktet Psychilis och familjen orkidéer. Inga underarter finns listade i Catalogue of Life.